# تحریم المپیک تابستانی ۱۹۸۰

کشورهایی که بازیهای المپیک تابستانی سال ۱۹۸۰ را تحریم کردند، با رنگ آبی مشخص شده‌است

تحریم بازیهای المپیک تابستانی سال ۱۹۸۰ (انگلیسی: 1980 Summer Olympics boycott) به پیشنهاد ایالات متحده برای اعتراض به تصرف خاک افغانستان توسط شوروی در ماه دسامبر سال ۱۹۷۹ صورت گرفت. اتحاد جماهیر شوروی که میزبان بازیهای المپیک تابستانی ۱۹۸۰ بود و تعداد دیگری از کشورها، در تلافی بازیهای المپیک تابستانی سال ۱۹۸۴ در لس‌آنجلس را تحریم کردند.

## شرایط
به دنبال تصرف خاک افغانستان در ماه دسامبر ۱۹۷۹، جیمی کارتر، رئیس‌جمهور آمریکا ضرب‌الاجلی را در تاریخ ۲۰ ژانویه ۱۹۸۰ صادر نمود، مبنی بر اینکه در صورتی که نیروهای شوروی در عرض یک ماه از خاک افغانستان بیرون نکشیدند، ایالات متحده بازیهای المپیک تابستانی مسکو در سال ۱۹۸۰ را تحریم خواهند کرد. در جلسه‌ای در تاریخ ۲۴ آوریل، رابرت کین، رئیس کمیته المپیک ایالات متحده، به کمیته بین‌المللی المپیک اعلام می‌کند که در صورت «تغییر چشمگیر وضعیت بین‌المللی» کمیته المپیک ایالات متحده حاضر به اعزام کاروان ورزشی خود به مسکو خواهد شد. در تاریخ ۲۶ ژانویه ۱۹۸۰، جو کلارک، نخست‌وزیر کانادا، اعلام کرد که به پیروی از ایالات متحده، کانادا نیز ممکن است در صورت بیرون نکشیدن نیروهای شوروی از خاک افغانستان تا تاریخ ۲۰ فوریه ۱۹۸۰، بازیهای المپیک را تحریم کند.
در تلاشی برای نجات بازیها، مایکل موریس، رئیس کمیته بین‌المللی بازیهای المپیک، جیمی کارتر و لئونید برژنف، دبیرکل اتحاد جماهیر شوروی، به توافق می‌رسند که قبل از تاریخ ۲۴ مه دیدار کنند و در رابطه با این تحریم به گفتگو بنشینند. مایکل موریس اصرار به برگزاری بازیها دارد در حالیکه جیمی کارتر بر موضع ایالات متحده پافشاری می‌کند، مگر اینکه اتحاد جماهیر شوروی از خاک افغانستان بیرون بیاید.
در ماه آوریل ۱۹۸۰ در چارچوب گروه بیلدربرگ در آخن آلمان گفتگوهایی در رابطه با این تحریم صورت می‌پذیرند. شرکت کنندگان در این کنفرانس بر این عقیده هستند که غیبت برخی کشورها در این بازیها بیشتر جنبه یک عمل احساس اعتراضی خواهد داشت تا یک اقدام راهبردی. یک نماینده آفریقا که در این گردهمایی شرکت داشت بر این عقیده بود که چنین تحریمی بازتاب نمایشی خواهد داشت که حتی در داخل اتحاد جماهیر شوروی نیز تأثیرگذار خواهد بود. دولت کارتر از تمام نفوذ خود روی کشورهای عضو ناتو در این رابطه استفاده کرد ولی حمایت آنها از این اقدام جهان‌شمول نبود.
فدراسیونهای بین‌المللی رشته‌های مختلف به فشارهای ایالات متحده و برخی دیگر از کشورها برای تحریم بازیها اعتراض کردند و آنرا وسیله نادرستی برای رسیدن به اهداف سیاسی خواندند که قربانیان اول آن ورزشکاران خواهند بود. هلموت اشمیت، صدراعظم اعلام کرد که متحدین «فقط باید آنچه به آنها گفته می‌شود را انجام دهند».

## پاسخ کشورها و قاره‌ها
دولت آمریکا بوکسور معروف محمد علی کلی را مأمور قانع کردن کشورهای تانزانیا، نیجریه و سنگال برای پیوستن به این تحریم می‌کنند. این مأموریت به شکست می‌انجامد و این سه کشور در بازیها شرکت می‌کنند.
برخی کشورها به اقدام ایالات متحده می‌پیوندند، مثل ژاپن و آلمان غربی که در آن صدراعظم هلموت اشمیت موفق به قانع کردن کمیته ملی المپیک آلمان می‌شود. چین، فیلیپین، آرژانتین و کانادا نیز بازیها را تحریم می‌کنند. در انگلستان فدراسیونهای اسب‌سواری، هاکی و قایق‌رانی تصمیم به تحریم بازیها می‌گیرند. با اینحال انگلستان با اعزام ۱۷۰ ورزشکار قوی‌ترین حضور در بازیها را در بین کشورهای غربی دارد.
اسپانیا، ایتالیا، سوئد، ایسلند و فنلاند نیز در بازیها شرکت می‌کنند. اما آن دسته از ورزشکاران ایتالیایی که شاغل در مناصب نظامی هستند به دلیل حمایت دولت ایتالیا از تحریم، جواز شرکت در بازیها را ندارند. تعداد زیادی از ورزشکارانی که در ایالات متحده به دنیا آمده‌اند ولی برای کشور دیگری بازی می‌کنند، منجمله استرالیایی‌ها، تصمیم می‌گیرند در بازیها شرکت نکنند.

## ورزشکاران محروم از پرچم و سرود ملی
لرد کیلانین به تعدادی از ورزشکاران اجازه شرکت در بازیها زیر پرچم المپیک را می‌دهد علی‌رغم اینکه کشورهایشان بازیها را تحریم کرده‌اند. چهار ورزشکار نیوزلند به دلیل حمایت دولتش از تحریم تصمیم به شرکت در بازیها به صورت مستقل می‌گیرند. در حین بازی‌ها مطبوعات شوروی تیمهای زیادی را به دلیل حمایت دولت کشور متبوعشان از تحریم بازیها، تحریم خبری کرد، منجمله تیمهای فرانسه، آلمان، انگلستان، ایتالیا و استرالیا. پرچم و سرود ملی این کشورها در حین بازیها مورد استفاده قرار نگرفت و با پرچم و سرود المپیک جایگزین شد. بدین ترتیب در یکی از مراسم اهدای مدال سه پرچم المپیک بالا رفت.
به دلیل تحریم برگزاری بازیها دچار اختلال می‌شود. ژان دراپو شهردار مونترال که میزبان قبلی بازیها بود بر خلاف سنت در مراسم گشایش بازیها شرکت نکرد و به جای او دو تن از حاملین مشعل بازیها در سال ۱۹۷۶، یعنی ساندرا هندرسون و استفان پرفونتن در این مراسم حضور یافتند. در مراسم اختتامیه به جای پرچم آمریکا که باید به عنوان میزبان بعدی به اهتزاز درمی‌آمد، پرچم لس‌آنجلس به اهتزاز درآمد. به جای تحویل پرچم المپیک به تام برادلی شهردار لس‌آنجلس که این مراسم را تحریم کرده بود، این پرچم تحویل یکی از اعضای کمیته بین‌المللی المپیک شد.
علیرغم اینکه تنها هشتاد کشور در این بازیها حضور داشتند، یعنی پایین‌ترین رقم بعد از المپیک سال ۱۹۵۶، تعداد رکوردهای بین‌المللی که در این بازیها شکسته شد از مجموع رکوردهای شکسته شده در بازیهای المپیک تابستانی سال ۱۹۷۶ بیشتر بود.

## پاسخ ورزشکاران
در تاریخ ۲۴ می ۱۹۸۰ طی مسابقات دو ماراتن برای راهیابی به المپیک که در شهر بوفالو در ایالت نیویورک برگزار شد، دونده آمریکایی گاری فانلی پیراهنی بر تن داشت که بر روی آن نوشته شده بود «راه مسکو در همین‌جا به پایان می‌رسد» و بدین صورت اعتراض خود را به تحریم بازیها نشان داد.

## کشورهای تحریم کننده
در مجموع شصت و شش کشور به دلایل مختلف، اعم از حمایتشان از تحریم بازیها تا دلایل اقتصادی، در این بازیها شرکت نکردند. قطر نتوانست در این بازیها شرکت کند چون در اواخر سال ۱۹۸۰ به عضویت کمیته بین‌المللی المپیک درآمده بود. تایوان نیز از شرکت در بازیها خودداری کرد چون در نوامبر ۱۹۷۹ کمیته بین‌المللی المپیک این کشور را تحت عنوان چین تایپه به ثبت رسانده بود، چیزی که استقلال آن نسبت به جمهوری خلق چین را زیر علامت سؤال می‌برد.

## عدم شرکت در مراسم گشایش بازیها
هفت کشور علی‌رغم شرکتشان در بازها، تصمیم به عدم شرکت در مراسم گشایش بازیها گرفتند که عبارت بودند از ایتالیا، بلژیک، سن مارینو، سوئیس، فرانسه، لوکزامبورگ، هلند.

## کشورهایی که زیر پرچم المپیک در بازیها شرکت کردند
ورزشکاران لااقل پنج کشور تصمیم گرفتند به جای پرچم و سرود ملی کشورشان زیر پرچم و سرود المپیک در این بازیها شرکت کنند. این کشورها عبارت بودند از: آندورا، استرالیا، ایرلند، پورتوریکو و دانمارک

## کشورهایی که زیر پرچم کمیته المپیکشان در بازیها شرکت کردند
اسپانیا، پرتغال، نیوزلند

## بازیهای جایگزین
ایالات متحده تصمیم گرفت به موازات بازیهای مسکو مسابقاتی را در رقابت با آن ترتیب دهد. این طرح به شکست انجامید و فقط مسابقاتی در چند رشته منجمله دو و میدانی و ژیمناستیک برگزار شد. در حین برگزاری مسابقات قهرمانی کشور شنا در آمریکا، تابلو نمایش نتایج، رکوردهای بدست آمده را با رکوردهای بدست آمده در مسکو قیاس می‌کرد.

## بازتابها
به ابتکار اتحاد جماهیر شوروی بازیهای المپیک تابستانی ۱۹۸۴ در لس آنجلس به تلافی توسط چندین کشور تحریم شد. این تصمیم با این توجیه صورت گرفت که «ایالات متحده علناً احساسات ملی‌گرایانه افراطی و جنون ضدشوروی خود را به نمایش می‌گذارد». سیزده کشور متحد شوروی بازیهای لس‌آنجلس را تحریم کردند. ایران و آلبانی تنها کشورهایی بودند که هم بازیهای ۱۹۸۰ مسکو و هم بازیهای ۱۹۸۴ لس‌آنجلس را تحریم کردند. رومانی و یوگسلاوی هم تنها کشورهای بلوک شرق بودند که در بازیهای ۱۹۸۴ شرکت کردند.